# Nydala IF
Nydala IF var ett fotbollslag från Malmö, som startades 1975 av Nils G Freij och Bo Lundberg och som lades ner 2015. Upptagningsområdet var bostadsområdet Nydala, Malmö i stadsdelen Fosie. Nydala IF var moderklubben för fotbollsspelarna Jimmy Tamandi och Paweł Cibicki. I mitten av 1980-talet hade klubben 15 olika lag, bland annat ungdomslag. 2011 kvalade A-laget för första gången till division 5 och stannade där även nästa år. 2014 uppstod stora problem med pengar och poäng (i division 5) och diskussionen om nedläggning eller överlevnad tog fart.